# Zali Log
Zali Log – wieś w Słowenii, w gminie Železniki. W 2018 roku liczyła 231 mieszkańców.